# 金平海
金 平海（キム・ピョンヘ、朝鮮語: 김평해、1941年10月8日 - ）は、朝鮮民主主義人民共和国の政治家。朝鮮労働党中央委員会政治局委員、党中央委員会副委員長、党中央委員会委員。平安北道党委員会責任書記、最高人民会議法制委員会委員などを歴任。

## 経歴
1941年、日本統治時代の朝鮮慈江道前川郡に産まれる。金日成総合大学卒業。1989年、平安北道党委員会書記に、1997年に平安北道責任書記に就任した。1998年から最高人民会議代議員に選出される。2003年に最高人民会議法制委員会委員長に就任。
2010年に朝鮮労働党中央委員会委員・秘書に選出された。2016年5月10日に開かれた朝鮮労働党中央委員会第7期第1回総会で、朝鮮労働党中央委員会政治局委員、党中央委員会副委員長、党中央委員会幹部部長に選出された。2019年3月に米朝首脳会談の為ベトナムを訪問した金正恩委員長に同行した。
2020年に党中央委員会副委員長を解任されたと報道された。